# Nürburgring
Nürburgring ('circuit de Nürburg' en alemany), de vegades escrit Nuerburgring, és un circuit de curses situat a Nürburg, Alemanya, que va ser construït el 1925. Ha estat seu en diverses ocasions del Gran Premi d'Alemanya de Fórmula 1 i del de motociclisme.

## Composició
Originalment, Nürburgring estava format per dos circuits:
- El Nordschleife ('anell nord'), de 22,810 km (augmentat a 22,835 km el 1967)
- El Südschleife ('anell sud'), de 7,747 km

A banda, la combinació d'aquests dos traçats donava lloc a dues configuracions més:
- El Gesamtstrecke ('anell complet'), de 28,265 km, creat per la unió d'ambdós circuits
- El Betonschleife ('anell de ciment'), de 2,292 km de llarg, format per la recta inicial, la paral·lela a aquesta i dos enllaços curts de formigó

A començaments de la dècada del 1980 tot el complex va patir canvis profunds. Al segle XXI, l'estructura del circuit és la següent:
1. Gp-Strecke (circuit de GP), de 5,148 km (4,579 sense el tram anomenat "Mercedes Arena"), que feia 4,556 km fins al 2001
2. Nordschleife, reduït a 20,832 km amb una cruïlla que exclou el circuit de GP
3. Südschleife, parcialment enderrocat i amb alguns trams habilitats per al trànsit normal

A més d'algunes variants del circuit de GP, també hi ha una combinació (definida com a configuració de resistència) formada per la unió del Nordschleife amb el Gp-Strecke (excloent-ne la Mercedes Arena), de 25,378 km de llargada total.
El Nordschleife és la part més emblemàtica de Nürburgring i ha estat coneguda pels aficionats com a "The Green Hell" ('l'infern verd'), tant per les seves esgotadores dificultats tècniques com per la llargada, inusual per a un circuit de curses; el qualificatiu de "verd" li ve pel fet que serpenteja pels densos boscos de l'Eifel i perquè fins al 1970 la pista estava delimitada en llargs trams per unes altes bardisses que, d'altra banda, la feien encara més perillosa del que era.

## Història

### Fundació

El Gesamtstrecke a data de 1927

A començaments del segle xx, Alemanya era un dels principals països protagonistes del món de les curses però no disposava de circuits permanents. La Primera Guerra Mundial va posar el país en una greu situació econòmica i laboral, essent la zona de l'Eifel una de les més afectades. Per aquests motius es va decidir de construir el que, en la ment dels seus dissenyadors, hauria d'haver estat el circuit més difícil del món. El 27 de setembre de 1925 se'n va posar la primera pedra i la inauguració es va fer el 18 de juny de 1927 en presència del president Paul von Hindenburg. El recorregut transcorria per les pujades i baixades dels turons entre els municipis d'Adenau, Nürburg i Müllenbach, a l'Eifel.
El Nordschleife, entre Nürburg i Adenau, es caracteritzava pels seus 172 revolts (84 a la dreta i 88 a l'esquerra), cadascun dels quals diferia en radi, inclinació i pendent.
El Südschleife, en canvi, es trobava a prop de la ciutat de Müllenbach i s'emprava principalment per a curses menys importants. Malgrat la seva menor longitud, tenia encara moltes característiques de la seva "germana gran", com ara grans canvis de rasant, revolts difícils i un cert grau de perill. Totes dues pistes compartien les dues rectes de la zona anomenada Start und Ziel Schleife ('pista de sortida i arribada'), també anomenada Betonschleife (anell de formigó), que contenia els boxs i que si s'emprava individualment tenia una longitud de 2,292 km. Per a determinades competicions de resistència es va emprar la pista creada a partir de la unió de les dues parts, de 28,265 km de llarg, anomenada Gesamtstrecke. Les primeres edicions del Gran Premi d'Alemanya van tenir lloc a la pista completa, mentre que a partir de 1931 es va preferir la Nordschleife.
El 'Ring' (un altre sobrenom amb el qual s'anomena aquesta pista, donat que en alemany aquest mot significa 'anell') va ser l'escenari de moltes pàgines de la història del motor abans de la Segona Guerra Mundial: aquí es van consagrar els mites de Mercedes-Benz, Auto Union i altres, entre ells Tazio Nuvolari, autor d'una esplèndida victòria el 1935.

### Des de la postguerra fins al 1976
Després de la guerra, el Südschleife es va emprar cada cop menys i el terme Nürburgring ara només es referia al Nordschleife. En aquesta pista es va celebrar el Gran Premi d'Alemanya entre els anys 1951 i 1976, amb les úniques excepcions de 1959 i 1970. Aquell any la pista es va modernitzar profundament, amb la reconstrucció de la superfície de la carretera i la incorporació de baranes (els cèlebres "guarda-rails") al traçat. Aquests canvis no van impedir que Niki Lauda topés, durant el GP d'Alemanya de 1976, contra una paret rocosa en un revolt ràpid (que els aficionats anomenen Lauda Linksknick, "revolt a l'esquerra de Lauda") immediatament abans del revolt de Bergwerk. L'accident li provocà greus ferides i cremades en incendiar-se el seu cotxe. A partir d'aquell any els pilots van aconseguir que el Gran Premi es traslladés a l'Hockenheimring, considerat més segur. Això marcà el final d'una època.

### La nova pista: GP-Strecke (1984)

El 'GP-Strecke' a data de 1995

Per tal de poder tornar a acollir la competició màxima, es va decidir de construir una nova pista: la GP-Strecke, que ocuparia el lloc de l'antiga en totes les competicions de primer nivell. Va ser construït on antigament hi havia el Südschleife, la part del qual prop de la meta i la zona de boxs va ser enderrocada, mentre que la part restant (tres quartes parts del recorregut) es va integrar a la xarxa de carreteres locals. La inauguració va tenir lloc el 1984 amb una cursa només per a Mercedes que va guanyar un jove Ayrton Senna; aquell any el circuit també va tornar al calendari de la F1, però com a seu del Gran Premi d'Europa, mentre que el 1985 s'hi va tornar a celebrar el Gran Premi d'Alemanya. Tanmateix, ja al 1986 la màxima sèrie va tornar a abandonar Nürburgring durant els següents deu anys i el circuit no va tornar al calendari fins al 1995; a partir d'aquell moment el circuit esdevingué una cita permanent, tot acollint novament el GP d'Europa fins al 2007, amb les úniques excepcions del bienni 1997-1998 en què va ser la seu de l'efímer Gran Premi de Luxemburg.
L'any 2002 s'hi van fer canvis importants, amb la construcció d'un nou tram immediatament després de la recta de boxs anomenada "Mercedes Arena". No fou fins al 2009 que el nou Nürburgring tornà a ser la seu del Gran Premi d'Alemanya després d'haver-lo acollit per darrera vegada el 1985. La darrera temporada que s'hi celebrà aquest GP fins a l'actualitat va ser la del 2013. La nova pista també ha acollit algunes edicions del Gran Premi d'Alemanya de motociclisme i actualment acull una prova del Campionat del Món de Superbike.
A la temporada de F1 del 2020 s'anuncià que el circuit acolliria l'edició del Gran Premi d'Eifel, introduït per la FIA per tal de garantir un nombre determinat de curses durant un campionat condicionat per la pandèmia de COVID-19. Durant la classificació per al GP d'Eifel del 2020, Valtteri Bottas va establir amb el seu Mercedes el nou rècord de la GP-Strecke, amb un temps de 1'25"269.

## El Nordschleife a l'actualitat

Circuit Nürburgring-2013-Nordschleife.svg

El Nordschleife encara continua actiu. Pel que fa a les competicions oficials, s'empra anualment per a les 24 Hores de Nürburgring mitjançant l'ús de dos enllaços que el connecten a la GP-Strecke (de la qual empra els boxs i tota la pista treta la part del Mercedes Arena), amb un total de 25,378 km de longitud.
El circuit també és accessible al públic, una prerrogativa que ha tingut sempre des de la seva fundació. Des de fa uns anys, la pista és cada cop més emprada pels fabricants d'automòbils, tant europeus com no europeus, com a pista de proves per a provar i desenvolupar prototips de nous models d'automòbil per a ser llançats posteriorment al mercat i amb finalitats promocionals. El Nordschleife disponible per a proves de particulars i fabricants té una configuració que exclou la part GP de la pista i el revolt d'entrada i sortida número 13 (per motius de seguretat), amb una longitud total de 20,600 km, mentre que la volta completa als 20,832 km del Nordschleife sencer només es fa en sessions de pràctiques a porta tancada o en esdeveniments esportius.
El rècord de la volta dels cotxes homologats per a la matriculació i equipats amb pneumàtics de carretera l'ostenta el Mercedes-Benz GT-R AMG Black Series, amb un temps de 6:43,616 segons (en el recorregut de 20,6 km), mentre que el rècord dels cotxes derivats de sèrie però sense homologació de carretera l'ostenta el Pagani Zonda R, amb un temps de 6:47,50 (obtingut a la pista de 20,832 km). El rècord general del circuit en la configuració de 20,832 km és de 5:19,54, establert pel Porsche 919 Hybrid Evo de Timo Bernhard el 29 de juny de 2018.

## Aspectes comercials
El Nordschleife, per les seves característiques, s'empra com a pista de prova per fabricants d'automòbils i revistes especialitzades. De fet, molt sovint, els dies laborables es reserva per a sessions de proves de fabricants i periodistes. Amb l'arribada d'Internet, la notorietat del Nordschleife ha crescut tant a Alemanya com a l'estranger.
El 1999, Porsche va anunciar el nou 996 GT3 afirmant que havia fet la volta a Nürburgring en menys de vuit minuts (7'56"). El famós programa de televisió Top Gear va emprar el Nordschleife per als seus reptes, que sovint impliquen la conductora Sabine Schmitz.
El 2009 es van inaugurar al complex noves zones comercials, un hotel i una nova atracció de joc interactiu anomenada "Motor Mania".

### Esdeveniments

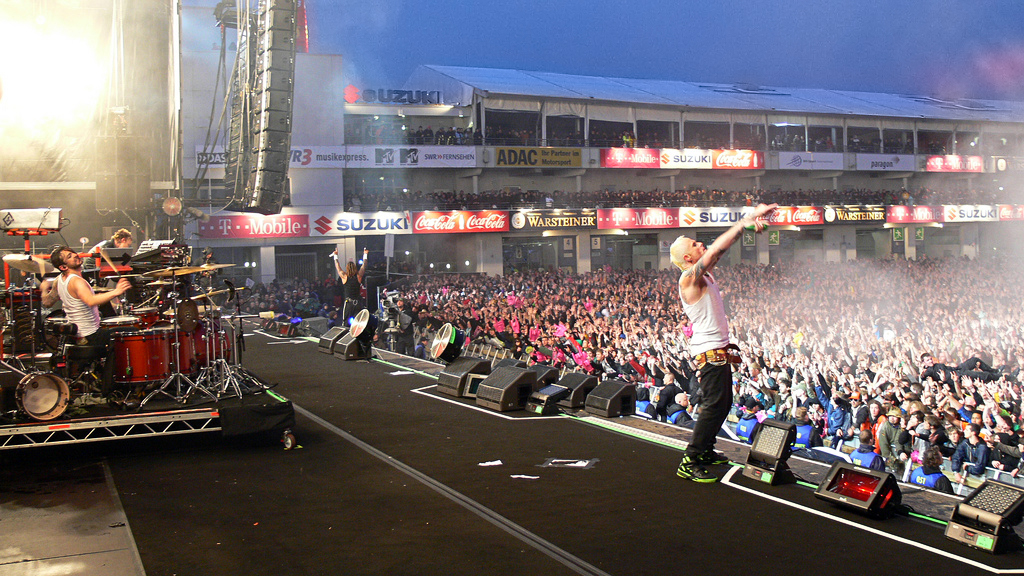
Concert al Rock am Ring del 2009

Nürburgring acull també altres tipus d'esdeveniments com ara el "Rock am Ring", el festival de rock més gran d'Alemanya, que ha atret uns 100.000 fans del rock cada any des de 1985.
Des de 1978, el circuit ha estat el lloc del Nürburgringlauf "Run am Ring", una carrera a peu multitudinària. Des del 2003, amb la incorporació d'una cursa de ciclisme, la "Rad am Ring", s'ha convertit en la seu de l'esdeveniment poliesportiu "Rad & Run am Ring" (en bicicleta i a peu).

## Actualitat
El 2012, l'empresa que explotava el circuit va estar a punt de declarar-se en fallida, amb un deute de prop de 500 milions de dòlars, però es va poder evitar gràcies a la intervenció del govern de Renània-Palatinat, que va garantir 312 milions de dòlars per pagar els deutes.
El 2013, Nürburgring es va posar a la venda, mitjançant subhasta tancada, per 127,3 milions d'euros. L'11 de març de 2014 es va anunciar que el complex s'havia venut per 77 milions d'euros a l'empresa Capricorn Development, amb seu a Düsseldorf, que en va prendre la propietat total l'1 de gener de 2015. L'octubre de 2014, el multimilionari president rus de Pharmstandard, Viktor Charitonin, va comprar una participació majoritària de 'The Ring' salvant Capricorn de la fallida. L'abril de 2016, la participació de Charitonin va augmentar fins al 99%.

## Galeria

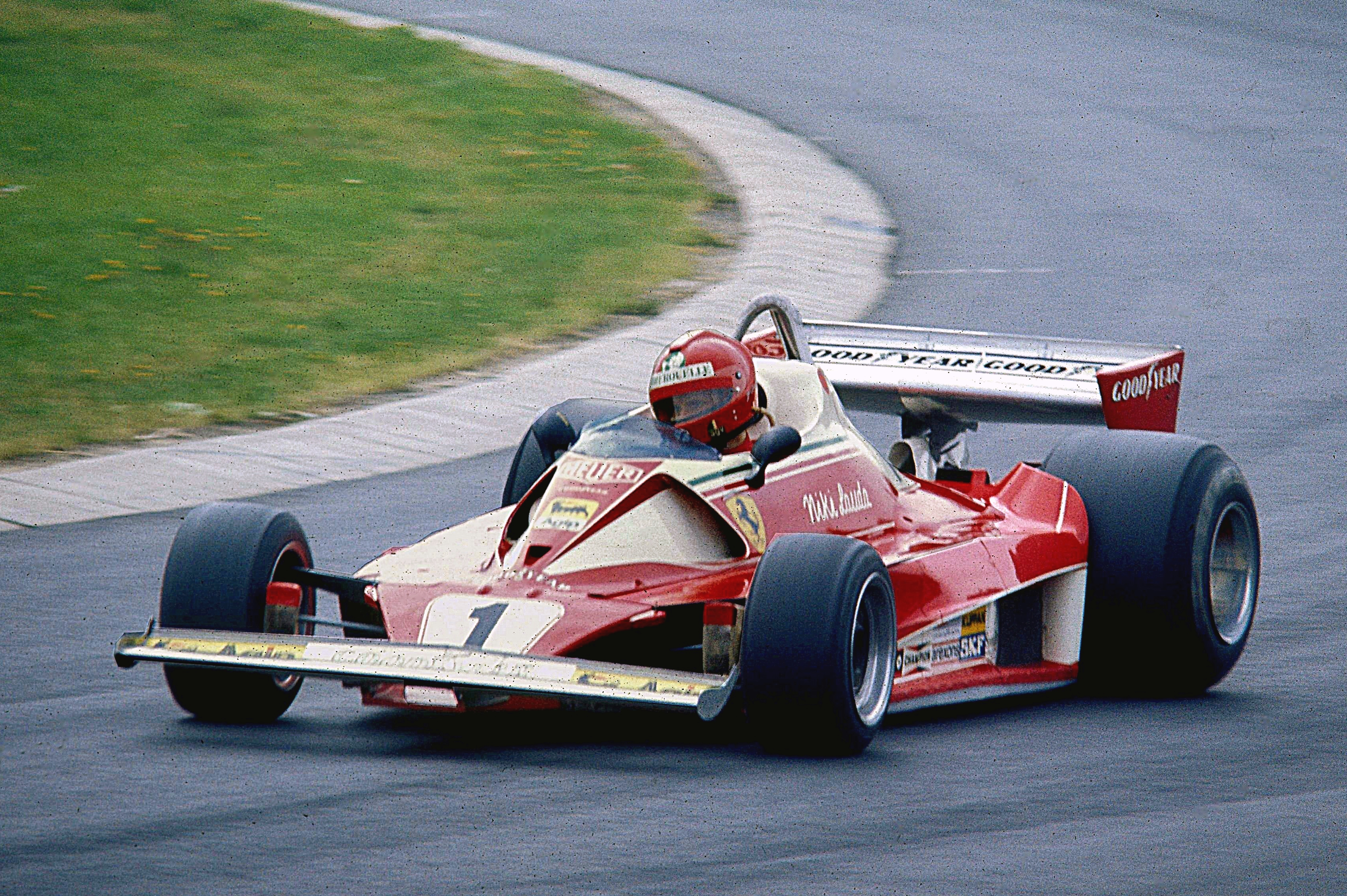
Niki Lauda als entrenaments del GP d'Alemanya de 1976, abans de l'accident
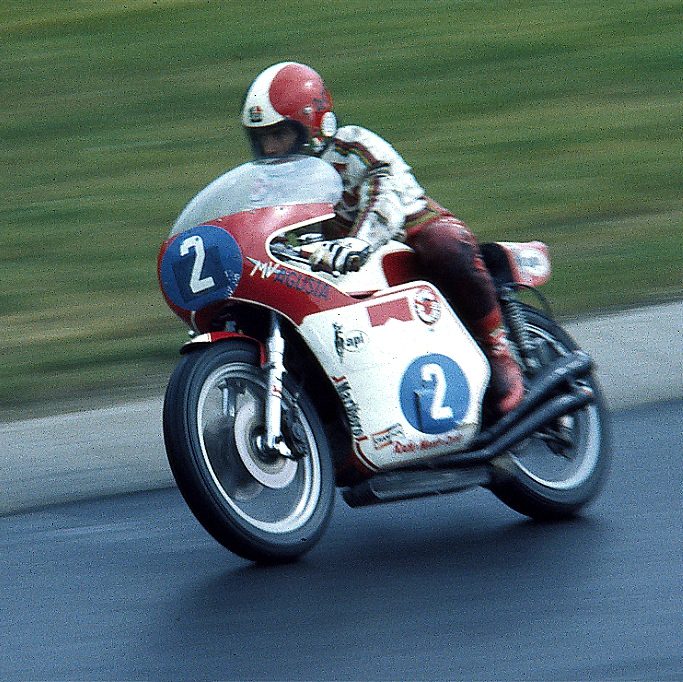
Giacomo Agostini al GP d'Alemanya de 1976
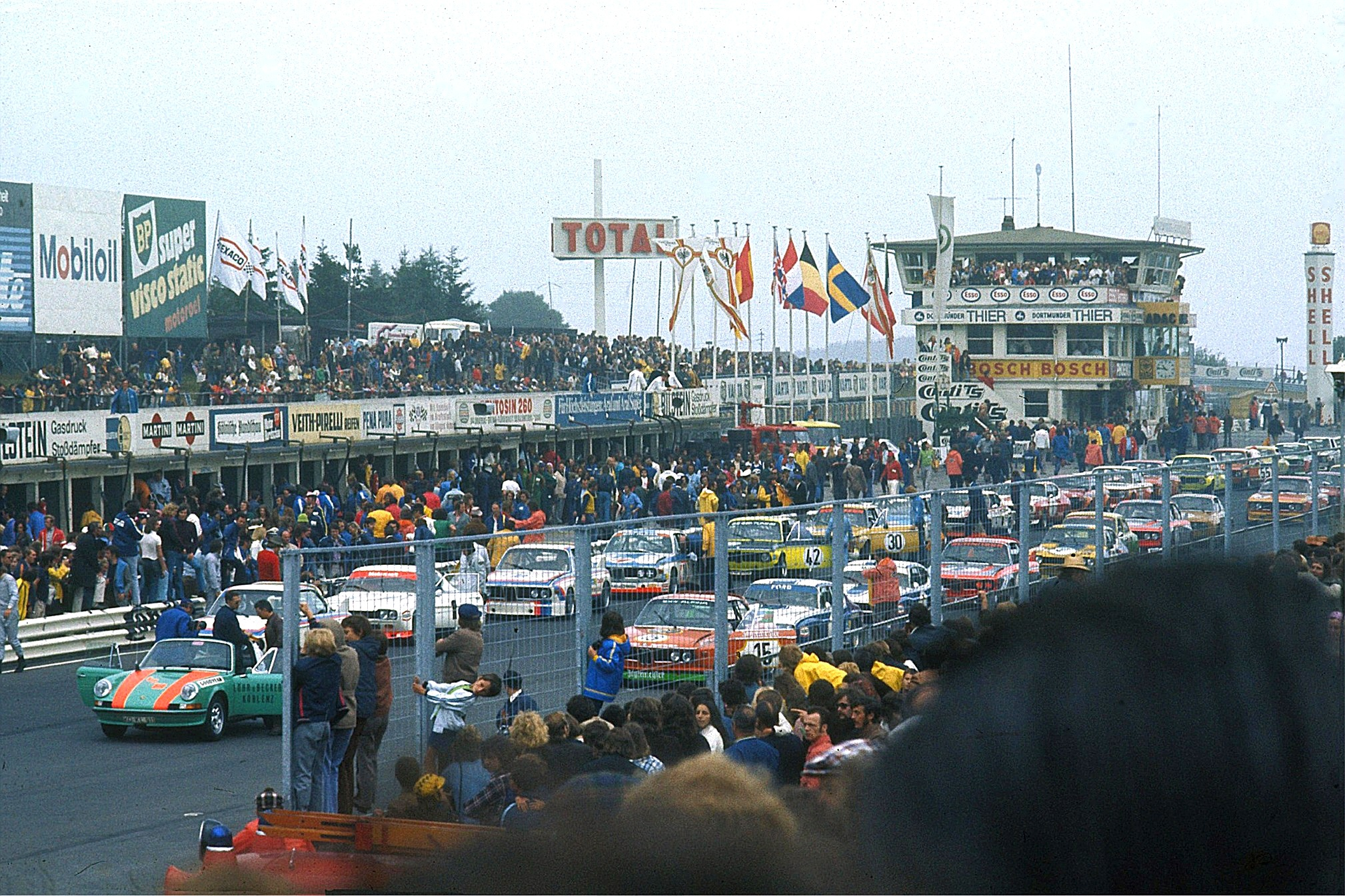
6 Hores de Nürburgring (1973)
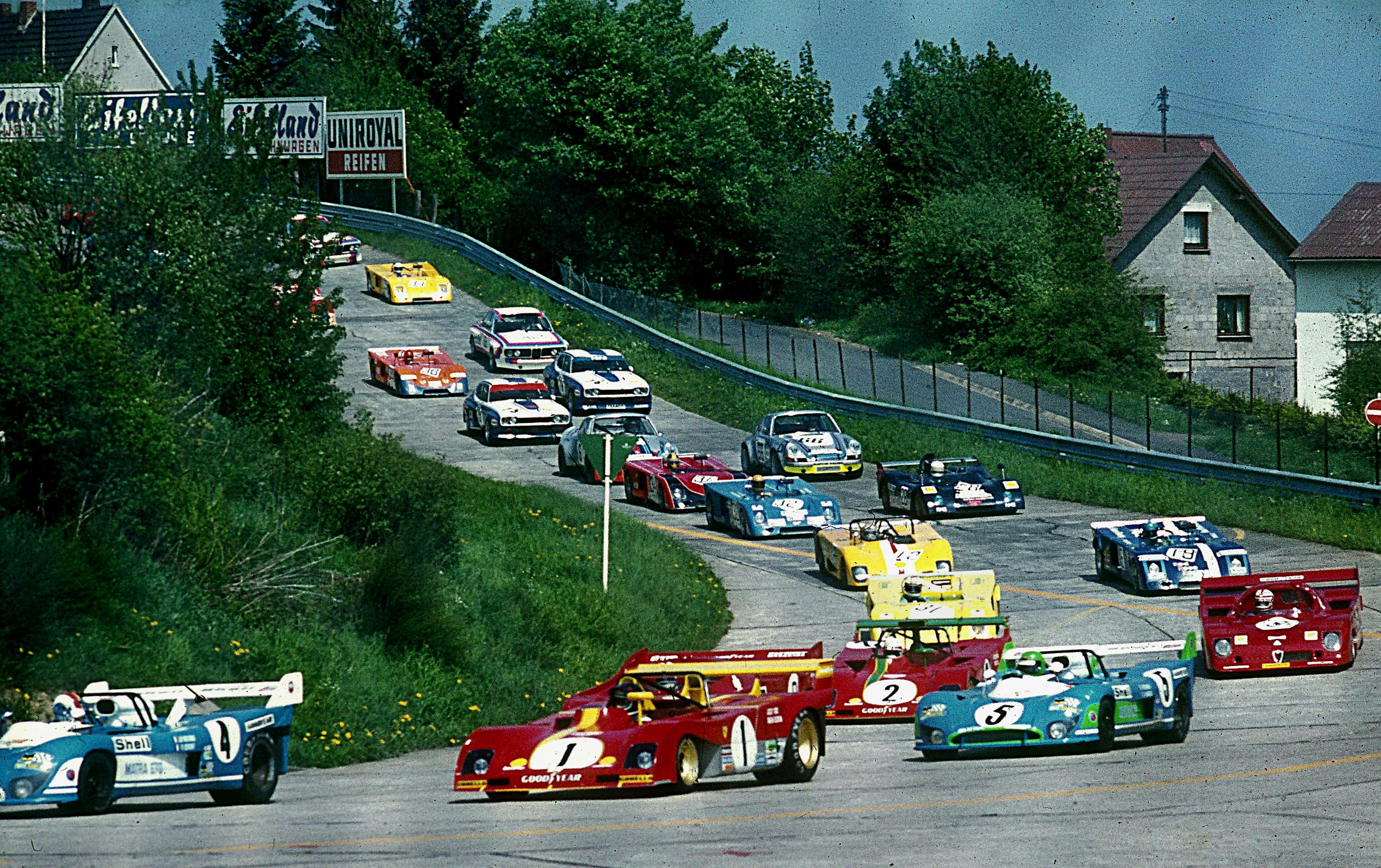
1000 km de Nürburgring (1973)
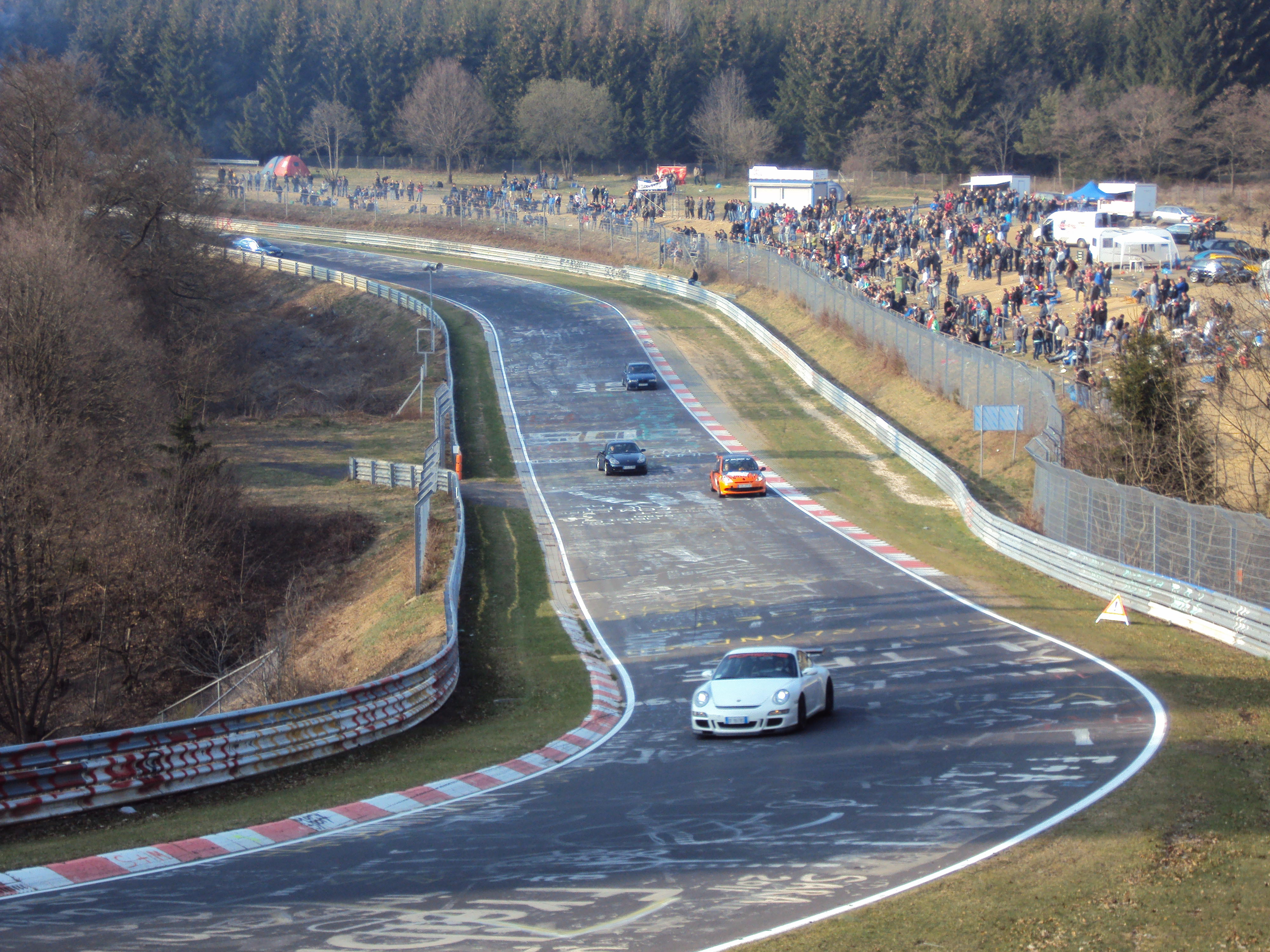
La zona de Brünnchen al Nordschleife (2012)
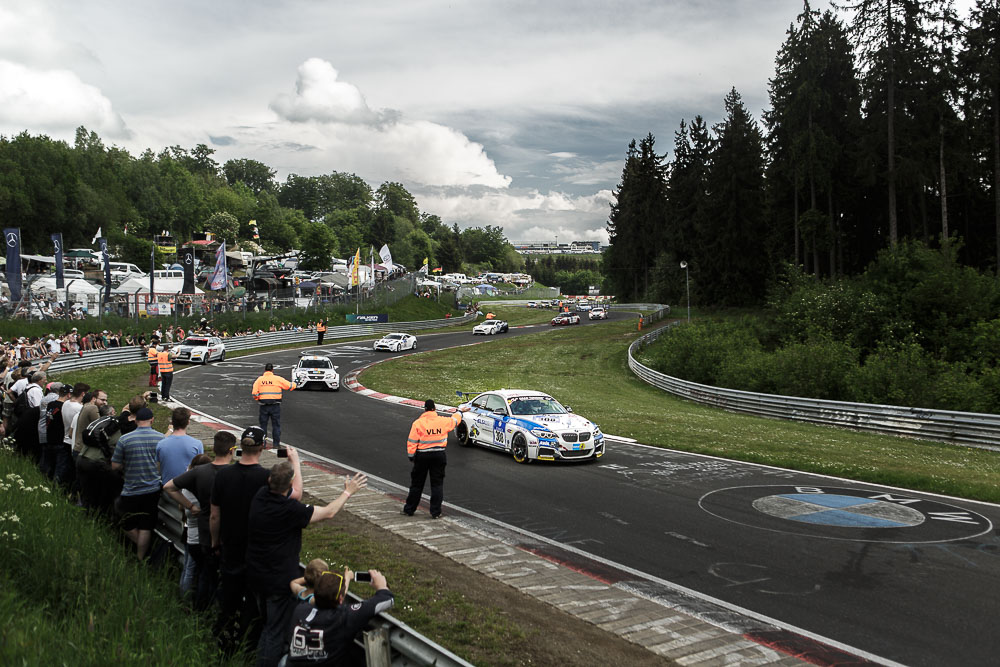
24 Hores de Nürburgring (2016)